# Подбельский, Вадим Николаевич
Вади́м Никола́евич (Па́пиевич) Подбе́льский (13 ноября [25 ноября] 1887, Якутская область — 25 февраля 1920, Москва) — советский государственный и партийный деятель, комиссар почты и телеграфа Москвы (с января 1918), нарком почт и телеграфов РСФСР (с весны 1918). Курировал строительство Шуховской башни на Шаболовке.

## Биография

### Происхождение
Родился в семье ссыльных революционеров, по одним сведениям, 13 (25) ноября 1887 года «в Багаразском улусе Якутской губернии» (видимо, в Ботурусском; ныне Амгинский район, село Алтанцы), по другим — в том же году в Якутске.
Отец — революционер-народоволец Папий Подбельский (1859—1889), в 1882 году был арестован и сослан в Якутию.
Мать, Екатерина Сарандович (1858 — после 1934), была арестована в 1879 году в Киеве за участие в подкопе под Харьковскую тюрьму. В том же году осуждена по обвинению в участии в преступном сообществе и приговорена Киевским военно-окружным судом к лишению всех прав состояния и к каторжным работам на заводах на 14 лет 10 месяцев. Тем не менее по конфирмации приговора киевским генерал-губернатором срок каторжных работ был определён в четыре года.
В 1883 году за провинности во время каторжных работ была направлена во временные заводские работы на два года и выслана в Якутск. В июне 1884 года Сарандович была переведена в Мегинский улус, где жил Папий Подбельский. В 1885 году подала прошение о вступлении с ним в брак, которое было оставлено без последствий.
Всего у Подбельского и Сарандович родилось два мальчика и девочка. Вадим был младшим сыном. Срок ссылки закончился, семья жила в Якутске, ожидая ленского паводка и открытия навигации на Лене. В марте 1889 года три десятка ссыльных, среди которых был и Папий Подбельский, вступили в вооружённое противостояние с правительственными войсками. Во время стрельбы он был убит.

### Детство и юность
В 1900 году в возрасте 13 лет поступил в гимназию в Тамбове. Уже в гимназии начал подпольную работу, распространял нелегальную литературу, участвовал в сходках.
Член РСДРП с 1905 года. Во время революции 1905 года организовывал антиправительственные демонстрации и митинги.
В 1906 году, опасаясь ареста, уехал во Францию. Однако через год, в июле 1907 года, по заданию ЦК нелегально вернулся в Россию.

### Революционная деятельность
Организовывал новые революционные группы. Был арестован, и ему было запрещено жить в Тамбовской губернии. Жил в Саратове. После попытки нелегально приехать в Тамбов арестован и сослан на три года в Вологодскую губернию, в городок Кадников, а затем в более отдалённый Яренск. В 1911 году, по окончании ссылки, Подбельский вернулся в Тамбов, где организовал большевистскую типографию и печатал в ней газету «Тамбовские отклики».
В 1915 году уехал в Москву и стал одним из руководителей московской партийной организации большевиков. Служил в Земском союзе, с начала 1916 года — в редакции влиятельной либеральной газеты «Русское слово». В это же время вёл антиправительственную агитацию на предприятиях города, обеспечивал связь московских большевиков с заграничным Центром и с группами в других регионах, был в числе организаторов демонстраций и забастовок в центре России.
После Февральской революции — член московского совдепа. По заданию партии обеспечил техническую базу для новой большевистской газеты «Социал-демократ» и отвечал за её распространение. 25 июня 1917 года по списку РСДРП(б) был избран гласным Московской городской думы.
В августе 1917 года — делегат VI съезда партии большевиков.
В октябре 1917 года — один из руководителей вооружённого восстания в Москве. Входил в состав «партийной пятёрки» по руководству Октябрьским вооружённым восстанием, руководившей работой Московского Военно-революционного комитета.
После победы Октябрьской революции — комиссар почт и телеграфов Москвы. Служащие этих ведомств отказались признать его своим начальником. Подбельский смог вступить в эту должность только в январе 1918 года, разогнав контрреволюционно настроенных сотрудников. С весны 1918 года — народный комиссар почт и телеграфа РСФСР. Ввёл в своём ведомстве жесточайшую цензуру, приказал не пропускать «экстремистские и лживые» телеграммы.
Участвовал в подавлении восстаний против большевиков в Ярославле и Тамбове.
В марте 1919 года — делегат VIII съезда партии большевиков.
В 1919 году Подбельский — особоуполномоченный ЦК РКП(б) и ВЦИК на Тамбовском участке Южного фронта.
По официальной версии, в конце января 1920 года, во время субботника, напоролся ногой на старый гвоздь, вследствие чего произошло заражение крови. По неофициальной, стал жертвой контрреволюционного покушения.
Умер 25 февраля 1920 года; похоронен в Братской могиле на Красной площади в Москве.

## Семья
Брат Юрий Подбельский (1886—1938) — член Партии социалистов-революционеров с 1904 года. Расстрелян 15 января 1938 года.

## Память
- Имя Подбельского присвоено Московскому политехникуму связи (ныне колледж телекоммуникаций Московского технического университета связи и информатики — МТУСИ).
- В 1923 году его именем названа Троицкая улица во Владимире.
- В советское время площадь Богоявления в Ярославле носила его имя.
- В Москве с 1954 по 1992 годы в Богородском районе существовала улица Подбельского (с 1992 года — Ивантеевская). По данной улице получила своё название станция метрополитена «Улица Подбельского» (с 2014 года — «Бульвар Рокоссовского»). В том же районе существуют семь проездов Подбельского (с 1-го по 7-й).
- В городах Боровичи Новгородской области и Вышний Волочек Тверской области находятся улицы, носящие его фамилию[5][6].
- В Новосибирске есть улица Подбельского.
- Бывшая улица в Кривом Роге[7], ныне — Покровская улица.
- Бывшая улица в Ростове-на-Дону, ныне — Соборный переулок.
- Бывшая улица в Рязани, ныне — Почтовая улица.
- В городе Пушкине имеется шоссе Подбельского.
- В Ленинграде был переулок Подбельского, после распада СССР ему было возвращено старое название Почтамтский переулок; там расположен вход в музей связи имени А. С. Попова и правая сторона здания почтамта (служебный вход).
- В городе Братске Иркутской области есть улица Подбельского.
- Его имя носит посёлок Подбельский Ейского района Краснодарского края.
- Переулок Подбельского[арм.] имеется в городе Красном Сулине Ростовской области.
- В 1958, 1962 и 1987 годах были выпущены почтовые марки СССР, посвящённые Подбельскому.
- Бывший клуб связистов имени В. Н. Подбельского в Омске.[источник не указан 1719 дней]

- Почтовые марки СССР в память о В. Н. Подбельском
- 1958 (ЦФА [АО «Марка»] № 2210)
- 1962 (ЦФА [АО «Марка»] № 2784)
- 1987 (ЦФА [АО «Марка»] № 5889)